# Rotterdam (Nowy Jork)
Rotterdam – miasto w Stanach Zjednoczonych, w stanie Nowy Jork, w hrabstwie Schenectady.